# 1751
1751 (MDCCLI) var ett normalår som började en fredag i den gregorianska kalendern och ett normalår som började en tisdag i den julianska kalendern.

## Händelser

### Januari
- Januari – Sveriges kronprins Gustav (III) förlovas med den danska prinsessan Sofia Magdalena.

### Mars
- 25 mars – Vid Fredrik I:s död blir Adolf Fredrik kung av Sverige.[1]

### Juni
- 8 juni – En brand utbryter i kvarteret Klara i Stockholm.[2]

### September
- 21 september – Gränstraktaten mellan Sverige och Danmark, varigenom den svensk-norska gränsen får sin slutliga sträckning, undertecknas. Man börjar i söder sätta upp gränsrösen, ett arbete, som kommer att pågå till 1768.

### November
- 25 november – Adolf Fredrik kröns tillsammans med sin hustru Lovisa Ulrika av Preussen.

### Okänt datum
- Marathriket anfalls av stormogulen och fransmännen.
- Grundämnet nickel upptäcks i Loosgruvan av Axel Fredrik Cronstedt.

## Födda
- 18 februari – Adolf Ulrik Wertmüller, svensk konstnär.
- 16 mars – James Madison, amerikansk politiker och politisk filosof, USA:s president 1809–1817.
- 21 maj – Gudmund Jöran Adlerbeth, svensk skald, lärd och statsman, ledamot av Svenska akademien.
- 22 juli – Caroline Mathilde av Storbritannien, drottning av Danmark och Norge 1766–1772, gift med Kristian VII.
- 28 juli – Joseph Habersham, amerikansk politiker och affärsman.
- 4 oktober – Daniel Boëthius, svensk filosof.
- 5 oktober – James Iredell, amerikansk jurist.
- 8 oktober – Sir John Shore, brittisk politiker.
- 1 december – Johan Henric Kellgren, svensk diktare, kritiker och tidningsman samt ledamot av Svenska akademien från dess grundande 1786.
- 24 december – Lars von Engeström, svensk greve, diplomat och politiker samt kanslipresident maj–juni 1809 och utrikesstatsminister 1809–1824.
- Charlotta Richardy, svensk textilfabrikör.
- Maria Antonia Fernandez, spansk flamencosångare och dansare.

## Avlidna
- 17 januari – Tomaso Albinoni, italiensk kompositör.
- 9 februari – Nicola Salvi, italiensk skulptör och arkitekt.
- 25 mars – Fredrik I, svensk prinsgemål 1718–1720 (gift med Ulrika Eleonora) och kung av Sverige sedan 1720.[1]
- 1 augusti – Helena Arnell, finländsk konstnär.
- 30 augusti – Christopher Polhem, svensk uppfinnare och industriman.
- 7 september – Johan Henrik Wijkman, svensk ämbetsman.
- 18 november – Abraham Vater, tysk anatom och botaniker.
- 20 november – George Graham, brittisk ur- och instrumentmakare.
- 19 december – Louise av Storbritannien, drottning av Danmark och Norge sedan 1746, gift med Fredrik V.

### Fotnoter
1. 1 2  Det hände i dag
2. ↑  ”Värmlands brandhistoriska klubb”. Arkiverad från originalet den 12 oktober 2011. https://www.webcitation.org/62NB7kO36?url=http://www.brandhistoriska.org/olyckor_se.html. Läst 25 mars 2011.